# Synthemis campioni
Synthemis campioni är en trollsländeart som beskrevs av Maurits Anne Lieftinck 1971. Synthemis campioni ingår i släktet Synthemis och familjen skimmertrollsländor. IUCN kategoriserar arten globalt som livskraftig. Inga underarter finns listade i Catalogue of Life.